# Roberto Casares
Roberto Casares es un exjugador de tenis de mesa español nacido el 14 de julio de 1964 en Granada, España.

## Trayectoria
Ha ganado el campeonato de España de tenis de mesa en 9 ocasiones, cinco de ellas consecutivas. También tiene dos títulos de campeón de España en la modalidad de dobles formando pareja con Pere Weisz. La irrupción en el panorama del tenis de mesa nacional en la década de los 80 de este deportista andaluz vino a equilibrar la primacía que hasta esos años ostentaban en este deporte los jugadores y clubes de Cataluña. Su testigo fue recogido por el cordobés Carlos Machado. 
Desarrolló gran parte de su carrera deportiva en el club La General, de Granada, actualmente desaparecido. Fue olímpico en las Olimpiadas de Barcelona en 1992, participante por invitación en un equipo integrado también por Josep María Palés, Anna María Godes y Gloria Gauchia. Se retiró en 2000, continuando ligado al deporte y a actividades de emprendimiento.

## Palmarés
| Año  | Evento                        | Modalidad  | Puesto |
| ---- | ----------------------------- | ---------- | ------ |
| 1982 | Campeonato de España Absoluto | Individual | 2º     |
| 1984 | Campeonato de España Absoluto | Individual | 1º     |
| 1985 | Campeonato de España Absoluto | Individual | 2º     |
| 1986 | Campeonato de España Absoluto | Individual | 2º     |
| 1987 | Campeonato de España Absoluto | Individual | 2º     |
| 1988 | Campeonato de España Absoluto | Individual | 2º     |
| 1989 | Campeonato de España Absoluto | Individual | 1º     |
| 1990 | Campeonato de España Absoluto | Individual | 1º     |
| 1990 | Campeonato de España Absoluto | Dobles     | 1º     |
| 1991 | Campeonato de España Absoluto | Individual | 1º     |
| 1991 | Campeonato de España Absoluto | Dobles     | 1º     |
| 1992 | Campeonato de España Absoluto | Individual | 2º     |
| 1993 | Campeonato de España Absoluto | Individual | 1º     |
| 1994 | Campeonato de España Absoluto | Individual | 1º     |
| 1995 | Campeonato de España Absoluto | Individual | 1º     |
| 1996 | Campeonato de España Absoluto | Individual | 1º     |
| 1997 | Campeonato de España Absoluto | Individual | 1º     |